# N-t-BOC-MDMA
N-t-BOC-MDMA（化学名：N-叔丁氧羰基-3,4-亚甲二氧甲基苯丙胺）是一种含氮有机化合物，化学式为C16H23NO4，可作为苯丙胺类兴奋剂MDMA（3,4-亚甲二氧甲基苯丙胺）的前体药物。